# Famille Friant
Pour les articles homonymes, voir Friant.
La famille Friant est une famille française originaire de Morlancourt dans le département de la Somme titrée comte d'Empire le 5 octobre 1808.

## Personnalités
- Louis Friant, comte de l'Empire  en 1808, né le 18 septembre 1758 à Morlancourt dans le département de la Somme, était le fils de Louis Friant, épicier et fabricant de cires dans ce village, et de Marguerite Quequet[1]. Il s'engagea en 1781 dans les gardes françaises. Il fut nommé général de brigade le 16 thermidor an II, prit part à l'expédition d'Égypte et se distingua par sa valeur à la bataille des Pyramides. Il devint général de division le 18 fructidor an VII et reçut le titre de comte de l'Empire par lettres patentes du 5 octobre 1808. Il fut appelé à la Chambre des Pairs pendant les Cent-jours, vécut ensuite dans la retraite après le rétablissement de la monarchie et mourut en 1829 à Guillonet (Seine-et-Oise). Marié en 1788  à Joséphine-Emmanuelle-Rose Martin (décédée en 1793), il se remaria en 1804 à Louise-Charlotte Leclerc, sœur des généraux Leclerc (décédée sans postérité en 1853)[2]. Il fut chevalier, grand officier (1804) et grand-croix (1805) de la Légion d'honneur[3].
  - Jean-François Friant, 2e comte Friant (dit d'abord "le baron Friant"), fils du précédent et de Joséphine-Emmanuelle-Rose Martin. Né le 3 décembre 1790 à Paris et mort le 8 juin 1867 à Seraincourt (Val-d'Oise). Chef d'escadron en 1813, il devint général de brigade en 1829. Il fut chevalier (1812), officier (1814) et commandeur (1832) de la Légion d'honneur[4]. Marié en 1821 à Elisa Seguin, il mourut en 1867. Il eut deux enfants : Louis-Gilbert-François-Léon Léon et Marie Émilie (madame Drake del Castillo)[2].
    - Louis-Gilbert-François-Léon Friant, 3e et dernier comte Friant, fils du précédent et de Elisa Seguin, il nait le 16 avril 1822 à Paris et meurt le 22 août 1899 à Paris[5]. En 1883, il devint Général de division et inspecteur général permanent de cavalerie. Il fut chevalier (1888) officier (1871) et commandeur (1888) de la Légion d'honneur[5].

On peut rattacher à la famille des comtes Friant, deux personnalités du même village de Morlancourt, issus d'un cousin germain du général Louis Friant
- Louis-François Friant, né le 13 janvier 1801 à Morlancourt dans le département de la Somme et mort le 15 mai 1867, il est le fils de Nicolas-Louis Friant, ménager et de Catherine Leguai. Capitaine-trésorier au 55e régiment d'infanterie de ligne en 1838, il termine sa carrière comme major de la place de Lyon[6]. Il fut chevalier de la Légion d'honneur le 15 avril 1846[7]. Marié à Morlaincourt le 11 octobre 1819 à Marie-Louise-Florentine Beauval, il fut le père Louis-François, qui suit.
  - Louis-François Friant, né le 23 novembre  1822 à Morlancourt (Somme) et mort le 25 février 1909 à Morlancourt, il est le fils de Louis-François Friant et de Marie-Louise Florentine Beauval (et le petit-fils de Nicolas-Louis Friant, ménager, demeurant à Morlancourt). Entré à l'école spéciale militaire en 1841, il fut chef de bataillon  au 11e régiment de ligne  en 1864, et termina sa carrière comme lieutenant-colonel[6]. Il fut Chevalier (1860) puis officier de la Légion d'honneur (1872)[8].

## Résidences
- Château de Seraincourt
- Prieuré de Gaillonet

## Hommages
- Rue Friant dans le 14e arrondissement de Paris
- Avenue du Général Friant à Savigny-sur-Orge.
- Rue Friant à Sartrouville.
- Nom Friant gravé sur l'Arc de triomphe (8e colonne).
- Croiseur de combat de la marine nationale française classe Friant.
- Quartier Friant (ancienne caserne) à Amiens
- Square Louis Friant à Morlancourt.
- Monument à la gloire du général Friant à Morlancourt.